# LibreOffice Calc
LibreOffice Calc – wieloplatformowy arkusz kalkulacyjny o otwartym kodzie źródłowym, jeden z programów składowych pakietu biurowego LibreOffice. Rozpowszechniany jest na licencji MPL.
Został on stworzony na bazie kodu źródłowego programu OpenOffice.org Calc jako odpowiedź na brak niezależnego od podmiotów komercyjnych arkusza kalkulacyjnego obsługującego format plików ODF, ale kompatybilnego z innymi popularnymi formatami zapisu dokumentów.

## Cechy programu

### Obsługiwane formaty plików
Program obsługuje większość rozszerzeń związanych z arkuszami kalkulacyjnymi, tj.:
- .ods – arkusz kalkulacyjny OpenDocument;
- .ots – szablon arkusza kalkulacyjnego OpenDocument;
- .fods – arkusz Flat XML ODF;
- .uos – arkusz w formacie Unified Office;
- .xlsx – arkusz kalkulacyjny programu Microsoft Excel 2007–2016;
- .xml – Microsoft Excel 2003 XML;
- .xls – arkusz kalkulacyjny programu Microsoft Excel 97–2003;
- .xlt – szablon dla Microsoft Excel 97-2003;
- .dif – Data Interchange Format;
- .dbf – dBase;
- .html – dokument HTML;
- .slk – SYLK;
- .csv – tekst CSV;
- .xlsx – arkusz Office Open XML;
- .xlsm – obsługa makr dla Microsoft Excel 2007–2016.

## Historia programu

### Powstanie
Pierwsza wersja stabilna programu LibreOffice Calc została wydana 25 stycznia 2011 r. wraz z resztą pakietu LibreOffice, zaś 1 czerwca tego samego roku ogłoszono przekazanie marki OpenOffice.org oraz praw autorskich do kodu źródłowego fundacji Apache Software Foundation.

### Historia wersji
Poniższa tabela przedstawia historię wersji programu LibreOffice Calc.
| Linia | Wydanie premierowe | Wydanie premierowe | Najnowsze wydanie | Najnowsze wydanie    | Najważniejsze zmiany                                                                                              |
| Linia | Wersja             | Data               | Wersja            | Data                 | Najważniejsze zmiany                                                                                              |
| ----- | ------------------ | ------------------ | ----------------- | -------------------- | --- |
| 3.3   | 3.3.0              | 25 stycznia 2011   | 3.3.4             | 17 sierpnia 2011     | Rozszerzono liczę obsługiwanych wierszy do miliona.                                                               |
| 3.4   | 3.4.0              | 3 czerwca 2011     | 3.4.6             | 22 marca 2012        | Przeprojektowano okno kopiowania skoroszytu oraz dodano wsparcie dla autofiltra.                                  |
| 3.5   | 3.5.0              | 14 lutego 2012     | 3.5.7             | 18 października 2012 | Poprawiono wydajność operacji.                                                                                    |
| 3.6   | 3.6.0              | 8 sierpnia 2012    | 3.6.7             | 18 lipca 2013        | Ulepszono mechanizmy powiadomień i błędów.                                                                        |
| 4.0   | 4.0.0              | 7 lutego 2013      | 4.0.6             | 24 października 2013 | Zwiększono wydajność importowania formatu ODS.                                                                    |
| 4.1   | 4.1.0              | 25 lipca 2013      | 4.1.6             | 29 kwietnia 2014     | Wprowadzono zliczanie wybranych komórek.                                                                          |
| 4.2   | 4.2.0              | 30 stycznia 2014   | 4.2.8             | 12 grudnia 2014      | Dodano możliwość wybierania poszczególnych arkuszy za pomocą myszki zamiast osobnego wczytywania każdego arkusza. |
| 4.3   | 4.3.0              | 30 lipca 2014      | 4.3.7             | 25 kwietnia 2014     | Wprowadzono lepsze podświetlanie elementów danej formuły.                                                         |
| 4.4   | 4.4.0              | 29 stycznia 2015   | 4.4.7             | 10 grudnia 2015      | Rozszerzono i usprawniono pasek zadań.                                                                            |
| 5.0   | 5.0.0              | 5 sierpnia 2015    | 5.0.6             | 5 maja 2016          | Dodano notację wykładniczą jako formę zapisu wartości.                                                            |
| 5.1   | 5.1.0              | 10 lutego 2016     | 5.1.6             | 27 października 2016 | Wprowadzono nowe komendy do dodawania wierszy poniżej oraz kolumn po prawej od wybranych.                         |
| 5.2   | 5.2.0              | 3 sierpnia 2016    | 5.2.7             | 9 maja 2017          | Dodano nowe narzędzia do rysowania (dostępne wcześniej tylko w programie składowym Draw).                         |
| 5.3   | 5.3.0              | 1 lutego 2017      | 5.3.7             | 2 listopada 2017     | Zaimplementowano przybornik do rysowania strzałek.                                                                |
| 5.4   | 5.4.0              | 28 lipca 2017      | 5.4.7             | 17 maja 2018         | Ulepszono wyliczanie wartości, aby było bardziej precyzyjne.                                                      |
| 6.0   | 6.0.0              | 31 stycznia 2018   | 6.0.4             | 9 maja 2018          | Poprawiono obrót tabeli przestawnej.                                                                              |

### Cykl wydawniczy
W dowolnym momencie na stronie internetowej pakietu dostępne są do pobrania dwie różne wersje:
- wersja dojrzała (ang. still) (czwarte lub wyższe wydanie poprawkowe danej linii), przeznaczona dla użytkowników, którym zależy na stabilności;
- wersja młodsza (ang. fresh) (trzecie lub niższe wydanie poprawkowe danej linii), przeznaczona dla testerów oraz pierwszych naśladowców (ang. early adopters).